# Rajd ELPA 2006
Rajd Elpa 2006 (31. Elpa Rally) – 31 edycja rajdu samochodowego Rajd Elpa rozgrywanego w Grecji. Rozgrywany był od 15 do 17 września 2006 roku. Była to ósma Rajdowych Mistrzostw Europy w roku 2006 oraz ósma runda Rajdowych Mistrzostw Grecji. Składał się z 12 odcinków specjalnych.

## Klasyfikacja rajdu
| Miejsce                      | Kierowca                     | Pilot                        | Samochód                     | Czas                         | Strata                       |                              |
| Klasyfikacja generalna i ERC | Klasyfikacja generalna i ERC | Klasyfikacja generalna i ERC | Klasyfikacja generalna i ERC | Klasyfikacja generalna i ERC | Klasyfikacja generalna i ERC | Klasyfikacja generalna i ERC |
| ---------------------------- | ---------------------------- | ---------------------------- | ---------------------------- | ---------------------------- | ---------------------------- | ---------------------------- |
| 1.                           | Dimityr Iliew                | Yanaki Yanakiev              | Mitsubishi Lancer Evo IX     | 2:20:55.6                    | 0.0                          |                              |
| 2.                           | Krum Donchev                 | Stoiko Valchev               | Subaru Impreza STi N12       | 2:21:02.2                    | +6.6                         |                              |
| 3.                           | Leonídas Kirkos              | Giorgos Polizois             | Mitsubishi Lancer Evo IX     | 2:21:31.6                    | +36.0                        |                              |
| 4.                           | Konstantinos Paradissis      | Konstantinos Kakalis         | Peugeot 206 S1600            | 2:21:46.3                    | +50.7                        |                              |
| 5.                           | Michał Sołowow               | Maciej Baran                 | Renault Clio S1600           | 2:21:53.8                    | +58.2                        |                              |
| 6.                           | Panagiotis Hatzitsopanis     | Nikolaos Petropoulos         | Subaru Impreza STi N12       | 2:22:01.7                    | +1:06.1                      |                              |
| 7.                           | Marco Cavigioli              | Enrico Cantoni               | Renault Clio S1600           | 2:24:26.0                    | +3:30.4                      |                              |
| 8.                           | Aris Markouizos              | Spiros Koltsidas             | Fiat Punto Kit Car           | 2:29:29.3                    | +8:33.7                      |                              |
| 9.                           | Lefteris Sotirhos            | Nikolaos Zakheos             | Citroën Saxo Kit Car         | 2:30:13.6                    | +9:18.0                      |                              |
| 10.                          | Dimitris Nassoulas           | Mihalis Patrikoussis         | Mitsubishi Lancer Evo VII    | 2:33:31.1                    | +12:35.5                     |                              |